# 田中空
田中 空（たなか くう、1975年1月 - ）は、日本の漫画家、漫画原作者。和歌山県出身。

## 来歴
2015年、『ヤングマガジンサード』（講談社）に『宇宙のプロフィル』を掲載しデビュー。
その後、ウェブコミック投稿サイト『ジャンプルーキー!』（集英社）に作品を投稿するようになり、2015年4月1日投稿の『時間猫』で松井優征漫画賞準大賞を受賞。
2018年8月13日、『ジャンプルーキー!』に『タテの国』を投稿。同作は『少年ジャンプ+』（集英社）2019年1月10日より2021年4月1日まで連載された。
小説作品の執筆も行なっており、カクヨムで連載していたSF小説『未来経過観測員』はKADOKAWAより単行本化されている。

## 作品リスト

### 連載
- 宇宙のプロフィル（作画：山川まち[1]、『ヤングマガジンサード』2015年Vol.10[2] - 2016年Vol.6[2]、全1巻） - こがたくう名義[3][1]、原作担当[1]、デビュー作[3]。短編集[2]。
- 心なしのキリム（作画：永田光起、『少年ジャンプ+』2018年2月21日 - 3月7日[10]） - 原作担当[11]、短期集中連載[11]。
- タテの国（The Vertical World）（『少年ジャンプ+』2019年1月10日[7] - 2021年4月1日[7]） - 2018年8月期ブロンズルーキー賞[12]。
- 電人N（原作：蔵石ユウ、作画：イナベカズ、『コミックDAYS』2019年4月[13] - 2020年8月[14]、全4巻） - 原案担当[13]。
- ドラゴンの子（『少年ジャンプ+』2021年11月9日[15] - 2023年3月28日[16]） - インディーズ連載[15]、2021年7月期ジャンプ＋連載争奪ランキング1位[17]。
- 人喰いマンションと大家のメゾン（作画：あきま、『少年ジャンプ+』2025年3月7日[18] - ） - 原作担当[18]。

### 読み切り
- 時間猫（『少年ジャンプ+』2017年3月31日[5]） - 松井優征漫画賞準大賞[5]。2015年4月期ルーキー賞最終候補作[5]。
- リリーワーズ（作画：バナーイ、『少年マガジンエッジ』2016年7月号[19]）
- 450億年先のタイムマシン（『ジャンプルーキー!』2016年8月18日[20]） - 2016年8月期 ルーキー賞最終候補作[21]。
- 10億キロのダイソン（『少年ジャンプ+』2017年1月26日[22]） - 2016年12月期ブロンズルーキー賞[22]。
- 終わりのパンダ（作画：肥田野健太郎、『少年ジャンプ+』2020年4月10日・11日[23]） - 前後編。
- さいごの宇宙船（『少年ジャンプ+』2023年1月16日[24]）
- 物語る星（『少年ジャンプ+』2024年2月21日[25]）
- 宇宙の条件（『少年ジャンプ+』2025年3月6日[18]）

### 小説
- 未来経過観測員（2024年3月4日、KADOKAWA[8]）- 書き下ろし短編「ボディーアーマーと夏目漱石」を併録
- 戦車と少女（『小説新潮』2024年12月号[26]）